# Serhij Holubyzkyj
Serhij Witalijowytsch Holubyzkyj oder Sergej Golubytskyi (ukrainisch Сергій Віталійович Голубицький, wiss. Transliteration Serhij Vitalijovyč Holubyc'kyj, oft auch in der russischen Namensform Sergei Golubizki; * 20. Dezember 1969 in Kiew) ist ein ehemaliger ukrainischer Fechter, der 1997 bis 1999 als erster Mann dreimal in Folge Florettweltmeister wurde.
Holubyzkyj lebt in Deutschland. Er ist mit der deutschen Olympiastarterin Carolin Golubytskyi verheiratet, die er auch trainiert.

## Erfolge
Bei den Olympischen Spielen 1992 in Barcelona gewann Holubyzkyj für das Vereinte Team der Nachfolgestaaten der Sowjetunion eine Silbermedaille im Florett-Einzelwettbewerb. Bei seinen Teilnahmen 1996 und 2000 startete er für die Ukraine.
1993 erfocht er bei den Weltmeisterschaften in Essen Silber im Einzel,
bei den Weltmeisterschaften 1995 in Den Haag Bronze im Einzel.
Danach wurde er drei Mal in Folge Einzelweltmeister: 1997 in Kapstadt,
1998 in La Chaux-de-Fonds und
1999 in Seoul.

## Trainer
2008 begann er als Trainer in Tauberbischofsheim, von 2009 bis 2012 war er verantwortlicher Bundestrainer für den deutschen Damenflorett-Nachwuchs.